# 2013 في إثيوبيا
فيما يلي قائمة بالأحداث التي وقعت خلال عام 2013 في  إثيوبيا.

## في السلطة
- الرئيس : غرما ولد غيورغيس (حتى 7 أكتوبر)، مولاتو تيشومي (بدءًا من 7 أكتوبر) [1]
- رئيس الوزراء : هايلي مريام ديسالين [2]